# Hiéroglyphe égyptien L4
Le hiéroglyphe égyptien L4 (criquet) est classifié dans la section L «  Invertébrés et petits animaux » de la liste de Gardiner ; il y est noté L4.

## Représentation
Il représente un criquet égyptien (Anacridium aegyptium).

## Utilisation
| z · n | H | m | L4 |

| z · n | H | m | L4 |